# Tit Fonteu Capitó
Tit Fonteu Capitó (en llatí Titus Fonteius Capito) va ser un magistrat romà del segle ii aC. Formava part de la gens Fonteia, una gens romana d'origen plebeu procedent de Tusculum.
Va ser pretor l'any 178 aC i va rebre el govern de la província d'Hispània Ulterior. L'any 177 aC li va ser prorrogat el comandament de la província amb títol de procònsol.